# Ebola
 For alternative betydninger, se Ebola (flod).
Ebolas (Ebola) eller ebolafeber er en sygdom hos mennesker, der skyldes ebolavirus. Symptomerne viser sig typisk mellem to dage og tre uger efter smitte. Smittede får feber, ondt i halsen, muskelknuder og hovedpine. Normalt opstår der derefter svimmelhed, opkast og diarré sammen med nedsat lever- og nyrefunktion. Efter et par uger vil patienten begynde at få indre blødninger, og derfor bløde fra bl.a. mund, næse og øjne.
Virussen kan smitte ved kontakt med blod eller kropsvæsker fra andre smittede mennesker eller dyr (typisk aber eller flyvende hunde) Der er ikke påvist luftbåren smitte i naturen. Man mener, at flyvende hunde kan være smittebærere uden selv at blive syge. Når et menneske er blevet smittet, kan sygdommen sprede sig til andre mennesker. Mandlige patienter, der overlever, kan overføre sygdommen via sæd i næsten to måneder. Diagnosen stilles sædvanligvis først, når andre sygdomme med lignende symptomer, såsom malaria, kolera og andre typer af viral blødningsfeber, er udelukket. Diagnose bekræftes ved hjælp af blodprøver, der undersøges for virus-antistof, RNA-virus eller selve virussen.
Sygdommen forebygges blandt andet ved at mindske smitterisikoen fra aber og grise til mennesker. Det kan gøres ved at undersøge disse dyr for smitte, og derefter aflive syge dyr og bortskaffe kadavrene. Det kan også hjælpe at gennemstege og -koge kød og bære beskyttelsesdragt, når man arbejder med kød. Man bør også gå med beskyttelsesdragt og vaske hænder efter kontakt med en smittet. Prøver af kropsvæsker og vævsprøver fra smittede personer skal behandles med yderste varsomhed. Læger uden Grænser laver karantænezoner til ebola-patienter for at begrænse smittefaren. Lægerne har beskyttelsesdragter på og tætsluttende briller for at undgå smitte.
Der er ikke en speciel behandling for sygdommen. Man kan lindre smerterne hos smittede ved hjælp af oral rehydrering (give dem let sødet og saltet vand at drikke) eller med intravenøs væske. Sygdommen har en høj dødelighed: Ofte dør mellem 50% og 90% af de smittede. Virussen blev først opdaget i Sudan og Den Demokratiske Republik Congo. Sygdommen forekommer typisk i de tropiske egne af Subsaharisk Afrika. Fra opdagelsen i 1976 til 2013, er under 1.000 mennesker om året blevet smittet. Det hidtil største udbrud er i gang, se Ebola-udbruddet i Vestafrika 2014, og det har ramt Guinea, Sierra Leone, Liberia og formodentlig Nigeria. Op til august 2014 er der blevet opdaget over 1600 tilfælde. Der arbejdes på at lave en vaccine; men den findes ikke endnu.

## Ebolavirus
Virussen er en del af Filoviridae-familien, som blandt andet også inkluderer Marburgvirus. Virussen er opkaldt efter floden Ebola i DR Congo, som er området, hvor virussen også blev opdaget første gang. Ebola-virussens genom er på kun syv gener.
Traditionelt opkaldes virale stammer (underkategori) efter de lokaliteter, de er blevet opdaget i. Der findes fem. To stammer blev identificeret i 1976: Ebola-virus, (EBOV) tidligere kaldt Zaire-Ebolavirus (ZEBOV) og Sudan-Ebolavirus (SUDV) med gennemsnitlige dødelighedsprocenter på henholdsvis 83% og 54%. En tredje stamme, Reston-Ebolavirus (REBOV), blev opdaget i november 1989 i en gruppe af aber (Macaca fascicularis) importeret fra Filippinerne til Hazleton Primate Quarantine Unit i Reston, Virginia i USA. Denne stamme har ikke været humanpatogen. Den 4 kaldes Bundibugyovirus (BDBV).
En ny underkategori blev identificeret i en enkeltstående, menneskelige tilfælde i Elfenbenskysten i 1994, Taï-Forest virus, (TAFV). I 2003 døde 120 personer i Etoumbi i Den Demokratiske Republik Congo, som har været omdrejningspunkt for fire udbrud i den senere tid – blandt andet et i maj 2005.
Herudover er der observeret udbrud i DR Congo (1995 og 2003), Gabon (1994, 1995 og 1996), Uganda (2000), Sudan (2004) og igen i Guinea i februar 2014.
90 % af ofrene for ebola dør af organsvigt. Hidtil har der ikke været nogen effektiv kur, men amerikanske forskere har i marts 2014 fået publiceret et studie i det naturvidenskabelige magasin Nature om molekylet BCX4430, som kan standse ebolavirussens vækst og reproduktion, og derved også vil kunne anvendes mod andre virussygdomme som SARS, influenza, mæslinger og denguefeber.
Virussen er kendt for senere at have forårsaget betændelse i patientens øjne og gjort flere blinde eller svagsynede.

## Udbrud i 2014-16
I februar 2014 konstateredes et nyt ebola-udbrud i Guinea i Vestafrika. Udbruddet i Guinea blev identificeret som værende et EBOV-udbrud med en mortalitet på 65,5%, og spredte sig i 2014 til nabolandene Liberia, Sierra Leone og Nigeria, og er det hidtil mest omfattende udbrud. I modsætning til tidligere udbrud spredte 2014-udbruddet sig over større områder, ligesom der er blevet konstateret smittede i byområder.
WHO meddelte den 1. august 2014, at der var konstateret mindst 1.600 smittede og 885 døde.
Tre dage senere, den 4. august 2014, var det registrerede dødstal på 932. Læger uden Grænser oplyste den 20. juni 2014, at udbruddet var "fuldstændig ude af kontrol", og at det var nødvendigt med en væsentlig forøgelse af indsatsen mod epidemien for at kunne inddæmme denne. De påpegede endvidere problemerne med lokalbefolkningens modvilje mod at tage forholdsregler mod smittespredning.

## Udbrud i 2018-19
Udbruddet fra 2014 til 2016 førte til 28.000 smittede, hvoraf over 11.000 døde. I august 2018 blussede sygdommen op igen, med 136 indmeldte tilfælde i ugen 12.-19. maj 2019. Det er det højeste antal smittede i løbet af en uge, siden udbruddet startede; dødeligheden er i dette udbrud oppe i 67%, og pr 20. maj var 1.218 døde. Der findes en effektiv vaccine, men lokalbefolkningen undgår at søge hjælp, når de rammes af ebola. Mange er oprørte over, at der bruges så store beløb på ebola-behandling, når flere dør af langt mere udbredte sygdomme, der nemmere lader sig behandle. Andre igen mener, sygdommen slet ikke eksisterer, men er et påfund af regeringen for at kontrollere befolkningen; dette fordi smitteramte områder nægtes at afholde valg, idet myndighederne søger at undgå spredning af smitte ved ansamlinger af mennesker. Helsearbejdere møder modstand og direkte angreb fra lokalbefolkningen, og WHOs læge Richard Mouzoko Kiboung blev i april 2019 dræbt i et angreb på et sygehus med ebola-patienter. 3. maj 2019 så flere af Læger uden Grænsers ebolacentre sig nødt til at lukke. Egnen omkring Goma er dertil præget af konflikt, vold og politisk uenighed. Nord-Kivu-provinsen er centrum for smitten, med pr maj 2019 var den endnu ikke nået ind til Goma med 1 million indbyggere.

## Nye smittede i 2020
I januar og februar 2020 var antallet af nye smittede helt nede på en håndfuld. Den 10. april, tre dage før udbruddet kunne erklæres for ovre, blev nye smitte tilfælde registreret i og omkring Beni. 14. maj blev den sidste patient udskrevet fra Beni-behandlingscenter.
Traditionelle begravelsesritualer bidrager til spredning af vira. En smittebærer udskiller virussen mest, efter at døden er indtruffet. Familiemedlemmer og pårørende udfører ritualer, der indebærer at vaske, røre og kysse ved den afdøde.

## Eksterne Henvisninger
- Wikimedia Commons har flere filer relateret til Ebola
- Systema naturae 2000 (classification) – Taxon: Genus Ebolavirus Arkiveret 4. marts 2016 hos  Wayback Machine

- ViralZone: Ebola-like viruses Arkiveret 6. oktober 2014 hos  Wayback Machine – Virological repository from the Swiss Institute of Bioinformatics
- CDC: Ebola hemorrhagic fever Arkiveret 19. august 2014 hos  Wayback Machine – Centers for Disease Control and Prevention, Special Pathogens Branch
- WHO: Ebola haemorrhagic fever Arkiveret 19. august 2014 hos  Wayback Machine – World Health Organization, Global Alert and Response
- Virus Pathogen Database and Analysis Resource (ViPR): Filoviridae (Webside ikke længere tilgængelig)
- 3D macromolecular structures of the Ebola virus archived in the EM Data Bank(EMDB) Arkiveret 8. august 2014 hos  Wayback Machine
- Google Map of Ebola Outbreaks Arkiveret 19. august 2014 hos  Wayback Machine
- WHO recommended infection control measures Arkiveret 16. august 2014 hos  Wayback Machine